# Matt Lam
Matthew Thomas "Matt" Lam (tiếng Trung: 林柱機; sinh ngày 10 tháng 9 năm 1989) là một cầu thủ bóng đá Canada thi đấu cho đội bóng tại Giải bóng đá ngoại hạng Hồng Kông Lee Man, cho mượn từ Kitchee.

## Cuộc sống ban đầu và cá nhân
Cha anh là người Hồng Kông và mẹ anh là người Canada và có gốc Hà Lan. Anh trai của anh, Sam Lam, cũng là một cầu thủ bóng đá.

## Sự nghiệp
Sinh ra ở Edmonton, Alberta, Lam thi đấu bóng đá trẻ ở Hà Lan cho Ajax và ở Anh cho Sheffield United trước khi ra mắt chuyên nghiệp cho đội bóng Croatia Croatia Sesvete vào tháng 10 năm 2009. Lam trở lại Canada để thi đấu cho FC Edmonton năm 2010, khi đội bóng chuẩn bị tham gia North American Soccer League mùa giải 2011. Lam rời FC Edmonton vào tháng 1 năm 2011, chuyển đi theo dạng cho mượn đến đội bóng Nhật Bản JEF United Chiba.
Lam có 1 lần ra sân cho U-20 Canada vào tháng 11 năm 2008.
Ngày 27 tháng 2 năm 2013, Lam gia nhập đội bóng tại Giải hạng nhất Hồng Kông Kitchee, ký một bản hợp đồng 18 tháng.
Vào ngày 10 tháng 1 năm 2018, câu lạc bộ láng giềng tại Giải bóng đá ngoại hạng Hồng Kông Lee Man mượn Lam để thi đấu phần còn lại của mùa giải.